# Гвоздика луговая
Гвозди́ка лугова́я (лат. Dianthus pratensis) — вид двудольных растений рода Гвоздика (Dianthus) семейства Гвоздичные (Caryophyllaceae). Впервые описана немецко-российским ботаником Фёдором Кондратьевичем Биберштейном в 1819 году.
Подвид — Dianthus pratensis subsp. racovitzae (Prodán) Tutin. Синоним — Dianthus chloroleucus Fisch..

## Распространение и среда обитания
Известна с европейской части России, из Молдавии, Украины и Румынии. В некоторых источниках ареал расширяется до западной части Средней Азии и Сибири.
Растёт на гравийных и песчаных пастбищах.

## Ботаническое описание
Однолетнее растение.
Корень веретеновидный.
Стебель жёсткий, опушённый.
Листья линейные, опушённые.
Цветки красного, реже белого цвета с зубчатыми лепестками.
Плод — коробочка.

## Значение
Благодаря своей декоративности и неприхотливости гвоздика полевая считается заслуживающей введения в культуру.

## Природоохранная ситуация
Занесена в Красную книгу Саратовской области России как уязвимый вид. Основные угрозы — разрушение участков произрастания, сбор растений на цветы.